# Pěnčín (Liberec)
Pěnčín è un comune della Repubblica Ceca facente parte del distretto di Liberec, nella regione omonima.